# Урожайное (Токмакский район)
Урожайное (укр. Урожайне) — село,
Остриковский сельский совет,
Токмакский район,
Запорожская область,
Украина.
Код КОАТУУ — 2325283606. Население по переписи 2001 года составляло 464 человека.

## Географическое положение
Село Урожайное находится между реками Токмачка и Бегим-Чокрак (4-5 км),
на расстоянии в 6 км от села Трудовое.
Рядом проходят автомобильная дорога Т-0813 и 
железная дорога, станция Стульнево в 5-и км.

## История
Датой основания села является 1958 год.
В марте 2022 года, в ходе вторжения России на Украину, село было оккупировано ВС РФ.